# Losonczy István (jogász)
Losonczy István (Dombóvár, 1908. szeptember 3. – Pécs, 1980. december 29.) magyar jogász, egyetemi tanár.

## Életpályája
Édesapja állomásfőnök volt a  nagy forgalmú Dombóvár vasútállomáson. A csurgói református gimnáziumban végezte középiskolai tanulmányait, majd jelentkezett a budapesti Pázmány Péter Tudományegyetemre, ahol négy félévet végzett. A második év után azután átjelentkezett Pécsre, mert ez közelebb volt szüleihez, akik változatlanul Dombóváron laktak.
Itt fejezte be az egyetemet „sub auspiciis gubernatoris”, azaz „kormányzógyűrűvel” avatták jogászdoktorrá. (Oklevele a gyűrűvel együtt az egyetemi múzeumban van kiállítva.) E nagy kitüntetés és siker ellenére nem kapott állást. Elment Dombóvárra ügyvédgyakornoknak, majd Budapesten a Vallás- és Közoktatásügyi Minisztériumban kapott segédtitkári állást Hóman Bálint törvényelőkészítő bizottságában.
1934-ben Pécsett helyezkedett el a büntetőjogi, illetve jogfilozófiai tanszéken, ahol díjtalan tanársegédi állása volt. A tanszéket Irk Albert professzor vezette, akit mesterének tartott. Közben egy évre szóló ösztöndíjat nyert Bécsbe, a gróf Klebelsberg Kuno által alapított Collegium Hungaricumba. 1937-ben jelent meg Mulasztás című monográfiája. Ennek alapján sikerrel kérte magántanári kinevezését. Ekkortól visszajárt a pécsi egyetemre, és rendszeresen előadásokat tartott jogbölcseletből és büntetőjogból. A hallgatók nyolc évvel később állították össze, és adták ki előadásait, és ez hosszú ideig alaptankönyvként szolgált. 
1940-ben az országban legfiatalabbként ny. rk. tanárrá nevezték ki a pécsi egyetem Jogi Kar Jogbölcseleti Tanszékére.
1941-ben leköltözött Pécsre, és 1944-ben egyetemi tanárként beiratkozott az orvoskarra. Négy féléven át hallgatta az előadásokat, majd vizsgázott élettanból, kémiából, fizikából. Mielőtt anatómiából is szigorlatozhatott volna, olyan rendeletet hoztak, hogy egyetemi tanárok nem lehetnek egyetemi hallgatók, ezért abba kellett hagynia orvosi tanulmányait.
1946-ban nyilvános rendes egyetemi tanárrá, majd 1950-ben, Irk Albert nyugalomba vonulása után a megürült büntetőjogi tanszékre tanszékvezetőnek nevezték ki. Ettől kezdve csak büntetőjoggal foglalkozott. Az elsők között szerezte meg az egyetemen a kandidátusi fokozatot A tettesség és a részesség a büntetőjog rendszerében című 1954-es értekezése megvédésével.
1950-ben elvált, és feleségül vette Csécsi Nagy Éva joghallgatót, aki később megyei tanácsvezető bíró lett, és akivel harminc évig élt együtt. Baráti körébe tartozott Weöres Sándor (akivel együtt lakott Pécsett a Szent Mór Kollégiumban) és Tátrai Vilmos is. Hegedült, Tass László álnéven verseket is publikált.
1969-ben szívinfarktust kapott, melyben a tanszéke körüli utódlási harcoknak is nagy szerepe volt. 1974-ben méltatlan helyzetbe hozták az egyetemen, ezért úgy döntött, hogy nyugdíjba megy. 1980-ban halt meg, hetvenkét éves korában.

## Főbb művei
- A mulasztási bűncselekmény jogellenességének problémája az universalizmus szemszögéből (Pécs, 1936)
- A mulasztás I. A mulasztási bűncselekmény okozatossága (Pécs, 1937)
- A funkcionális fogalomalkotás lehetősége a jogtudományban (Budapest, 1941)
- Anyagi büntetőjog (Pécs, 1950)
- Adalékok a tartós és állapot-bűncselekmények kérdéséhez (Budapest, 1960)
- A tettesség (Budapest, 1961)
- A tettesség és a részesség a büntetőjog rendszerében (Budapest, 1966)